# 544
544 (DXLIV) var ett skottår som började en fredag i den julianska kalendern.

## Händelser

### Okänt datum
- Belisarius sänds tillbaka till Italien för att återigen strida mot ostrogoterna, som gjort återerövringar i området.
- Påve Vigilius reser till Konstantinopel.
- Khosrau I av Persien misslyckas med aattacken av bysantinska fortet i Dara.
- Ly Bi grundar kungariket Van Xuan och Ly-dynastin i Vietnam.
- Jacob Baradaeus viger Sergius av Tella som patriark av Antiochia. Detta leder till en permanent schism mellan den Syrisk-ortodoxa kyrkan och Östortodoxa kyrkan.

## Födda
- Kejsarinnan Dugu Qieluo
- Kejsaren Jing av Liang
- Yuwen Xian

## Avlidna
- 18 oktober — Sankt Wenna
- Dionysius Exiguus, skapare av Anno Domini-tideräkningen.